# Max Leupold
Max Leupold (* 1908; † 28. Oktober 1991), Spitzname „Dachs“, war ein deutscher Fußballspieler.

## Karriere

### Vereine
Leupold begann beim TV Fürth 1860 mit dem Fußballspielen und gelangte im November 1923 zum FC Fürth, für den er bis Saisonende 1929/30 aktiv war.
Von 1930 bis 1933 bestritt er in den vom Süddeutschen Fußball-Verband organisierten Meisterschaften in der Bezirksliga Bayern, eine von seinerzeit vier regional höchsten Spielklassen, als Stürmer Punktspiele für die SpVgg Fürth. Aus der Gruppe Nordbayern ungeschlagen als Sieger hervorgegangen, war er mit seiner Mannschaft auch in der Endrunde um die Süddeutsche Meisterschaft vertreten. In der acht Vereine umfassenden Finalrunde setzte er sich mit seinem Verein mit einem Punkt vor Eintracht Frankfurt, dem Vorjahresmeister, und mit zwei Punkten vor dem FC Bayern München durch. Mit dem Titel des Süddeutschen Meisters war sein Verein zur Teilnahme an der Endrunde um die Deutsche Meisterschaft berechtigt. Sein Debüt am 17. Mai 1931 im Berliner Poststadion bei der 1:3-Niederlage im Viertelfinale gegen Hertha BSC, dem späteren Deutschen Meister. In den beiden folgenden Spielzeiten belegte seine Mannschaft zweimal den zweiten Platz, jeweils hinter dem 1. FC Nürnberg. Die beiden Endrunden um die Süddeutsche Meisterschaft wurden in der Gruppe Süd/Ost bzw. Gruppe Ost/West als Fünft- bzw. Drittplatzierter beendet.
Von 1933 bis 1939 spielte er in der Gauliga Bayern, in einer von zunächst 16, später auf 23 aufgestockten Gauligen zur Zeit des Nationalsozialismus als einheitlich höchste Spielklasse im Deutschen Reich. Die Premierensaison noch als Sechstplatzierter abgeschlossen, gewann er mit seiner Mannschaft in der Folgesaison die Gaumeisterschaft. In der sich anschließenden Endrunde um die Deutsche Meisterschaft, die in vier Gruppen zu je vier Mannschaften ausgetragen wurde, bestritt er alle sechs Spiele der Gruppe D. Sein Debüt gab er am 7. April 1935 im Nürnberger Sportpark Zerzabelshof beim 2:0-Sieg über den 1. SV Jena. Sein einziges Tor erzielte er am 28. April 1935 im heimischen Sportpark Ronhof bei der 1:4-Niederlage im dritten Gruppenspiel gegen den VfB Stuttgart mit dem Treffer zum 1:3 in der 67. Minute. Als Zweitplatzierter hinter dem VfB Stuttgart schied er mit seiner Mannschaft aus dem Wettbewerb aus, da nur die Gruppensieger ins Halbfinale gelangten.
Im 1935 eingeführten Wettbewerb um den Tschammerpokal, dem Pokalwettbewerb für Vereinsmannschaften, kam er 1935 und 1938 je einmal, 1937 dreimal zum Einsatz, wobei ihm auch ein Tor gelang. Sein Debüt gab er am Premierentag am 1. September 1935, beim 5:1-Erstrundensieg bei Germania Fulda; sein Verein schied am 27. März 1935 mit 2:3 gegen den Freiburger FC im Achtelfinale aus dem Wettbewerb aus. Sein einziges Tor in diesem Wettbewerb erzielte er am 29. August 1937 beim 3:0-Sieg beim FV Zuffenhausen mit dem Treffer zum 2:0 in der 20. Minute. Das Aus ereilte ihn und seine Mannschaft erneut im Achtelfinale, das am 31. Oktober beim Berliner SV 1892 mit 0:1 verloren wurde. Sein letztes Pokalspiel endete am 28. August 1938 bereits in der 1. Schlussrunde, da der 1. SSV Ulm 1928 im heimischen Donaustadion mit 1:0 gewann.
Die Saison 1940/41 spielte er für die BSG Dynamit Fürth und die Saison 1944/45 erneut für die SpVgg Fürth im kriegsbedingt abgebrochenen Gau Mittelfranken, einer von fünf Gauligen innerhalb der Gauliga Bayern.

### Auswahlmannschaft
Als Spieler der Gauauswahlmannschaft Südwest nahm er am Gauauswahlwettbewerb um den Adolf-Hitler-Pokal 1933 teil. Nach Siegen im Achtel- und Viertelfinale mit 2:0 bzw. 2:1 gegen die Gauauswahlmannschaften Niedersachsen bzw. Sachsen erreichte seine Mannschaft das Halbfinale. Auf Giesings Höhen in München wurde am 16. Juli 1933 vor 10.000 Zuschauern die Gauauswahlmannschaft Hessen mit 6:2 dominiert. Da die am 23. Juli im Berliner Grunewald-Stadion ausgetragene Finalbegegnung mit der Gauauswahlmannschaft Berlin-Brandenburg mit dem Ergebnis von 2:2 n. V. keinen Sieger fand, wurde das am 6. August 1933 angesetzte Wiederholungsspiel notwendig; dieses gewann er mit seiner Mannschaft deutlich mit 6:1 und damit auch den Pokal.

## Erfolge
- Gaumeister Bayern 1935
- Süddeutscher Meister 1931
- Nordbayrischer Meister 1931
- Adolf-Hitler-Pokal-Sieger 1933